# Полоник, Степан Степанович
Поло́ник Степа́н Степа́нович (бел. Пало́нік Сцяпа́н Сцяпа́навіч; род. 20 июня 1949, д. Велятичи, Борисовский район, Минская область) — белорусский ученый в области макроэкономики, экономист, профессор кафедры аналитической экономики и эконометрики экономического факультета Белорусского государственного университета.Кандидат экономических наук(1998),доцент(2000),профессор(2012), доктор экономических наук(2004).C 1998 года автор статей для национальных отчетов о человеческом развитии Беларуси.

## Биография
Родился 20 июня 1946 года в деревне Велятичи Борисовского района Минской области.В 1969 году окончил Полоцкий сельскохозяйственный техникум. В 1975 году закончил БГИНХ им. В. В. Куйбышева, в 1987 году — Высшую партийную школу при ЦК КПБ, в 1998 году — аспирантуру при Белорусском научно-исследовательском институте экономики и информатизации АПК, в 2004 году — докторантуру при институте системного анализа АПК НАН Беларуси.
В 1998 году защитил кандидатскую диссертацию на соискание учёной степени кандидата экономических наук по специальности 08.00.05 — экономика и управление народным хозяйством, в 2004 году — докторскую диссертацию на соискание степени доктора экономических наук по специальности 08.00.05 — экономика и управление народным хозяйством. В 2000 году присвоено учёное звание доцента, в 2012 году — учёное звание профессора.
Работал экономистом совхоза, главным бухгалтером колхоза, консультантом отдела аграрной политики ЦК КПСС, начальником планово-финансового отдела в Смолевичском райисполкоме, начальником Управления АПК Минского района, заместителем председателя облагропрома Минской области.
Назначался заместителем Министра экономики Республики Беларусь, начальником экономического управления Аппарата Совета Министров Республики Беларусь.
В 2000 г. возглавил НИЭИ Министерства экономики Республики Беларусь.

## Научная деятельность
В 2000—2010 гг. являлся главным редактором журнала «Экономический бюллетень НИЭИ Министерства экономики Республики Беларусь», членом редколлегии журнала «Белорусский экономический журнал», с 2011 г. по настоящее время — член редколлегии журнала «Новая экономика».
Автор 225 научных работ, в т.ч 10 монографий.Темы его работ в основном посвящены макроэкономике.